# Олександрівка (Подільська міська громада)
Олекса́ндрівка — село Подільської міської громади в Подільському районі Одеської області, Україна. Населення становить 410 осіб.

## Історія
Під час організованого радянською владою Голодомору 1932—1933 років померло щонайменше 39 жителів села.
19 липня 2020 року, в результаті адміністративно-територіальної реформи і ліквідації Подільського району (1923-2020), село увійшло до складу новоутвореного Подільського району Одеської області.

## Населення
Згідно з переписом УРСР 1989 року чисельність наявного населення села становила 486 осіб, з яких 211 чоловіків та 275 жінок.
За переписом населення України 2001 року в селі мешкало 410 осіб.

### Мова
Розподіл населення за рідною мовою за даними перепису 2001 року:
| Мова       | Відсоток |
| ---------- | -------- |
| румунська  | 59,51 %  |
| російська  | 28,29 %  |
| українська | 11,71 %  |
| болгарська | 0,49 %   |